# 约埃尔·雷赫托宁
约埃尔·雷赫托宁（芬蘭語：Joel Lehtonen，1881年11月27日—1934年11月20日）是芬兰作家、翻译家、评论员及记者。
雷赫托宁最著名的作品为《普特基诺特科》。它为普特基诺特科系列中的一部。该小说被认为是芬兰文学中沃尔泰尔·基尔皮的小说《阿拉斯塔洛的客厅里》之后的第二部最好的单日小说（整个小说的故事发生在一日当中）。

## 生平

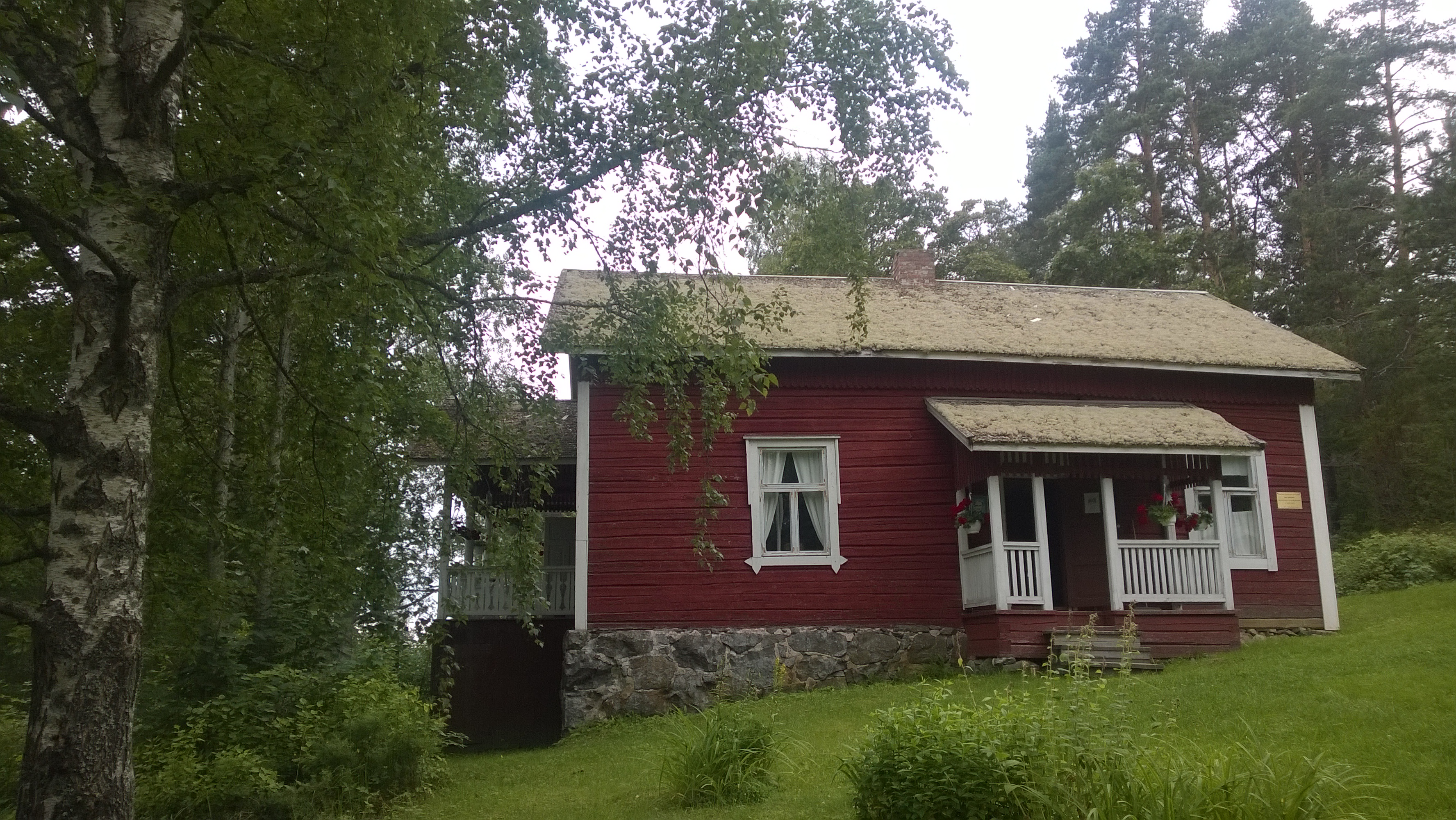
位于萨翁林纳市雷赫托宁曾经住过的房子

雷赫托宁出生于塞明基市镇（已合并至萨翁林纳），出生时为私生子。他母亲在他半岁时就把他交给政府拍卖给别人抚养，之后三年里他是在不同的家庭中艰苦环境下度过的。成年后他认为他的不良健康就是因为早年艰苦的条件而引起的。
1885年他被安排到新的寄养家庭里，从此他的生活条件大为改善。他开始上学，后来还上了赫尔辛基大学学习美学和现代民族文学。但学了一年之后因参加大罢工而开除了学籍。
作为作家雷赫托宁起初用新浪漫主义来创作。但在芬兰内战之后他的作品变得缺少想像力和悲观主义。
在经受多年的疾病折磨后，雷赫托宁在1934年用绳索上吊自杀而亡。

## 作品
- Paholaisen viulu (1904)
- Perm (1904)
- Mataleena (1905)
- Villi (1905)
- Tarulinna : Suomen kansan satuja Suomen lapsille (1906)
- Myrtti ja alppiruusu (1911)
- Rakkaita muistoja (1911)
- Punainen mylly (1913)
- Kerran kesällä (1917)
- Kuolleet omenapuut (1918)
- Putkinotkon metsäläiset (1919)
- Putkinotkon herrastelijat (1920)
- Putkinotko (1920)
- Rakastunut rampa eli Sakris Kukkelman, köyhä polseviikki
- Sorron lapset (1923)
- Punainen mies (1925)
- Lintukoto (1929)
- Hyvästijättö lintukodolle, (1934)